# Asia's Next Top Model (mùa 1)
Asia's Next Top Model, Mùa 1 là mùa giải đầu tiên của chương trình truyền hình thực tế Asia's Next Top Model, chương trình sẽ chọn 1 hoặc 2 đại diện của mỗi nước và họ sẽ cùng nhau tranh tài để giành được danh hiệu "Asia's Next Top Model". Thí sinh tham dự chương trình là những người mẫu của châu Á. Điểm đến quốc tế của mùa này là Batam, Indonesia và Hồng Kông. Ca khúc quảng cáo của mùa này là Fashion Show do Cory Lee thể hiện.
Giải thưởng của mùa này là:
- 1 hợp đồng người mẫu với Storm Model Management tại Luân Đôn
- Được bao trọn chi phí cho chuyến đi làm việc tại Luân Đôn trong 3 tháng
- Chụp ảnh bìa cho tạp chí Harper's Bazaar Singapore
- 1 hợp đồng trở thành gương mặt đại diện của chiến dịch Canon Ixus 2013
- 1 chiếc Subaru XV
- Giải thưởng tiền mặt trị giá $100,000

Người chiến thắng của mùa này là Jessica Amornkuldilok, 26 tuổi đến từ Thái Lan.

## Thí sinh
(Tính theo tuổi khi còn trong cuộc thi)
| Đại diện    | Thí sinh               | Tuổi | Chiều cao              | Bị loại | Hạng         |
| ----------- | ---------------------- | ---- | ---------------------- | ------- | ------------ |
| Singapore   | Kyla Tan               | 23   | 1,71 m (5 ft 7+1⁄2 in) | Tập 1   | 14           |
| Thái Lan    | Monica Benjaratjarunun | 19   | 1,70 m (5 ft 7 in)     | Tập 2   | 13 (bỏ cuộc) |
| Trung Quốc  | Bei Si Liu             | 24   | 1,76 m (5 ft 9+1⁄2 in) | Tập 3   | 12           |
| Indonesia   | Filantropi Witoko      | 24   | 1,75 m (5 ft 9 in)     | Tập 4   | 11-10        |
| Hàn Quốc    | Jee Choi               | 27   | 1,72 m (5 ft 7+1⁄2 in) | Tập 4   | 11-10        |
| Việt Nam    | Thùy Trang Nguyễn      | 24   | 1,78 m (5 ft 10 in)    | Tập 5   | 9            |
| Ấn Độ       | Rachel Erasmus         | 22   | 1,67 m (5 ft 5+1⁄2 in) | Tập 6   | 8            |
| Malaysia    | Melissa Th'ng          | 21   | 1,68 m (5 ft 6 in)     | Tập 7   | 7            |
| Hồng Kông   | Helena Chan            | 22   | 1,77 m (5 ft 9+1⁄2 in) | Tập 9   | 6            |
| Nepal       | Aastha Pokharel        | 20   | 1,77 m (5 ft 9+1⁄2 in) | Tập 10  | 5            |
| Nhật Bản    | Sofia Wakabayashi      | 24   | 1,83 m (6 ft 0 in)     | Tập 12  | 4            |
| Đài Loan    | Kate Ma                | 22   | 1,75 m (5 ft 9 in)     | Tập 13  | 3-2          |
| Philippines | Stephanie Retuya       | 23   | 1,76 m (5 ft 9+1⁄2 in) | Tập 13  | 3-2          |
| Thái Lan    | Jessica Amornkuldilok  | 26   | 1,77 m (5 ft 9+1⁄2 in) | Tập 13  | 1            |

## Các tập phát sóng

### Tập 1: Which Girl Can Handle the Limelight?
Ngày phát sóng: 25/11/2012
14 cô gái đến từ khắp châu Á với thử thách đầu tiên của mùa giải là catwalk trên sàn diễn đặc biệt. Sàn diễn được đặt ngay giữa một con đường tấp nập. Nhiều cô gái đã gặp trở ngại với trang phục của mình. Nhưng Trang đã làm chủ được trang phục lẫn sàn catwalk, gây ấn tượng với BGK và dành chiến thắng. Các cô gái trở nên kì quặc với buổi chụp ảnh đầu tiên. Melissa thiếu kinh nghiệm chụp ảnh và rơi vào top 2 nguy hiểm cùng Kyla. Nhưng vào phút chót, sự nhiệt tình đã giúp cô giành 1 cơ hội khác. Và Kyla là thí sinh phải ra về.
- Chiến thắng thử thách: Trang Nguyễn
- Gọi tên đầu tiên: Helena Chan
- Nguy hiểm: Kyla Tan & Melissa Th'ng
- Loại: Kyla Tan
- Nhiếp ảnh gia: Todd Anthony Tyler
- Khách mời đặc biệt: Afton Chen, Louis Koh, Lauren Clarke Jensen

### Tập 2: Which Girl Can Stand Out?
Ngày phát sóng: 2/12/2012
13 cô gái còn lại đã có 1 buổi học catwalk và phải gây ấn tượng trong buổi biểu diễn thời trang. 1 lần nữa, Trang lại được khen ngợi trong việc catwalk, xử lý trang phục và giành chiến thắng một cách xứng đáng nhưng có một vài người không hề vui cho cô vì ganh tỵ. Trong buổi chụp ảnh nhóm, Filantropi đã bị áp lực nặng nề. Stephanie rớt từ nhì bảng xuống cuối bảng. Tin buồn từ gia đình khiến Monica phải rời cuộc thi với tư cách bỏ cuộc, cứu top 2 nguy hiểm Jee và Stephanie thoát khỏi vòng loại.
- Chiến thắng thử thách: Trang Nguyễn
- Bỏ cuộc: Monica Benjaratjarunun
- Gọi tên đầu tiên: Aastha Pokharel
- Nguy hiểm: Jee Choi & Stephanie Retuya
- Loại: Không có ai
- Nhiếp ảnh gia: Junita Simon
- Khách mời đặc biệt: Adam Williams, Thomas Wee, Junita Simon, Kenneth Goh

### Tập 3: Which Girl Can Own a New Look?
Ngày phát sóng: 9/12/2012
12 cô gái còn lại được thay đổi diện mạo. Trong buổi chụp ảnh, họ phải thể hiện được vẻ hoang dã như các con vật trong cung hoàng đạo Trung Quốc. Stephanie lấy lại phong độ với bức ảnh về nhì. Trang phục khó khăn của Jee đã làm cô ấy lo lắng nhưng lại giành được 1 kết quả không ngờ là hạng 3 trong buổi đánh giá trong khi tuần trước cô đã rớt vào 2 người cuối bảng. Aastha rớt từ nhất bảng của tuần trước xuống nhóm 2 người cuối bảng của tuần này cùng Bei Si. BGK quyết định thấy Aastha vẫn còn khả năng thể hiện và Bei Si là người phải rời cuộc chơi.
- Gọi tên đầu tiên: Helena Chan
- Nguy hiểm: Aastha Pokharel & Bei Si Liu
- Loại: Bei Si Liu
- Nhiếp ảnh gia: Akif Hakan
- Khách mời đặc biệt: Saksit Pisalasupongs

### Tập 4: Which Girl Exudes Sexy?
Ngày phát sóng: 16/12/2012
11 cô gái đã được học những điều cốt yếu để trở nên quyến rũ từ siêu mẫu Joey Mead King. Được diễn đúng với thế mạnh của mình, Helena giành phần chiến thắng. Một vài thí sinh không hài lòng với kết quả này. Các cô gái được làm nóng mình khi hợp tác với siêu mẫu quốc tế Jason Godfrey trong buổi chụp ảnh. Nhưng không phải tất cả đều vui vẻ, có một sự cố về quần áo khiến Daniel nổi điên. Sofia đã vượt mặt các cô gái khác và giành ngôi đầu bảng, cùng lúc đó là Jee và Filantropi phải xách hành lý về nước trong bất ngờ vì vòng loại kép. 
- Chiến thắng thử thách: Helena Chan
- Gọi tên đầu tiên: Sofia Wakabayashi
- Nguy hiểm: Filantropi Witoko & Jee Choi
- Loại: Filantropi Witoko & Jee Choi
- Nhiếp ảnh gia: Todd Anthony Tyler
- Khách mời đặc biệt: Jason Godfrey

### Tập 5: Style & Taste
Ngày phát sóng: 23/12/2012
Phong cách cáu kỉnh của Jessica đã gây ấn tượng với nhà sáng tạo phong cách quốc tế Jeannie Mai và giúp cô giành chiến thắng thử thách đầu tiên của cô. Helena đụng chạm đến các cô gái và càm thấy mình bị tách biệt khỏi nhóm. Tại buổi chụp ảnh của các cô gái trong khu nghỉ dưỡng, trở ngại về ngôn ngữ khiến Trang không thể giao tiếp và hiểu được chủ đề buổi chụp ảnh, điều này khiến cô rơi vào top 2 nguy hiểm và ban giám khảo đã quyết định giữ lại Melissa thay vì Trang.
- Chiến thắng thử thách: Jessica Amornkuldilok
- Gọi tên đầu tiên: Kate Ma
- Nguy hiểm: Melissa Th'ng & Trang Nguyễn
- Loại: Trang Nguyễn
- Nhiếp ảnh gia: Chuck Reyes
- Khách mời đặc biệt: Jeannie Mai

### Tập 6: Good Hair Day
Ngày phát sóng: 30/12/2012
Các cô gái đã có 1 buổi ghi hình với mái tóc. một số diễn hơi nhàm chán, nhưng số khác lại quá nhộn. Cuối cùng thì Aastha đã bộc lộ được tính cách của cô ấy và chiến thắng thử thách. Tại buổi chụp ảnh, các cô gái phải dùng gương mặt của mình để bật mí thông điệp bí mật của nét đẹp. Sự tự tin của Sofia giúp cô tỏa sáng ở ngôi đầu bảng. Kate và Rachel rớt vào nhóm 2 người cuối bảng và Rachel là người bị loại.
- Chiến thắng thử thách: Aastha Pokharel
- Gọi tên đầu tiên: Sofia Wakabayashi
- Nguy hiểm: Kate Ma & Rachel Erasmus
- Loại: Rachel Erasmus
- Nhiếp ảnh gia: Zhang Jingna

### Tập 7: Face Value
Ngày phát sóng: 6/1/2013
Với kỹ năng của mình, Sofia đã giành chiến thắng trong thử thách trang điểm và khiến Helena ghen tức. Các cô gái đã trở về với vẻ đẹp thuần khiết trong buổi chụp ảnh tại WWF. Trở về nhà chung, tình hình trở nên căng thẳng hơn khi Helena chơi xấu Sofia. Hành động xấu của Helena khiến cô gặp không ít khó khăn với ban giám khảo và làm cô rơi vào top 2 nguy hiểm nhưng người dừng chân ở top 7 lại là Melissa. Vào phút cuối áp lực từ ban giám khảo khiến Helena rơi vào trạng thái hoảng loạn.
- Chiến thắng thử thách: Sofia Wakabayashi
- Gọi tên đầu tiên: Jessica Amornkuldilok
- Nguy hiểm: Helena Chan & Melissa Th'ng
- Loại: Melissa Th'ng
- Nhiếp ảnh gia: Kevin Ou
- Khách mời đặc biệt: Elaine Tan

### Tập 8: Mannerism & The Big Red Dress
Ngày phát sóng: 13/1/2013
Việc Helena lên cơn hoảng loạn đã khiến các cô gái hơi lo ngại. Mặc dù đang đối mặt với khó khăn nhưng cô đã giành chiến thắng trong thử thách tối hôm đó cùng với Jessica. Trong phần chụp ảnh, Jessica lại tiếp tục khẳng định mình khi giành ngôi đầu bảng 2 lần liên tiếp. Sofia và Stephanie rớt cuối bảng và may mắn là không ai bị loại.
- Chiến thắng thử thách: Jessica Amornkuldilok & Helena Chan
- Gọi tên đầu tiên: Jessica Amornkuldilok
- Nguy hiểm: Sofia Wakabayashi & Stephanie Retuya
- Loại: Không có ai
- Nhiếp ảnh gia: Toon Liang
- Khách mời đặc biệt: George Young, Yuan Sng

### Tập 9: Beyond Comfort
Ngày phát sóng: 20/1/2013
Một buổi chụp ảnh dưới nước gây nguy hiểm cho Stephanie nhưng cô ấy đã không để nỗi sợ lấn át mình. Trong khi đó, mặc dù có lợi thế hơn hẳn vì đã thắng thử thách nên có được thêm 15 phút trong buổi chụp ảnh, Helena lại không gây được ấn tượng và hiểu sai chủ đề buổi chụp hình. Jessica thắng trận liên tiếp khi giành bức ảnh đẹp nhất lần thứ 3 liên tiếp. Cả Stephanie và Helena cuối cùng đều rơi vào top 2 nguy hiểm và trong sự ngạc nhiên của mọi người, Helena đã phải ra về. 
- Chiến thắng thử thách: Helena Chan
- Gọi tên đầu tiên: Jessica Amornkuldilok
- Nguy hiểm: Helena Chan & Stephanie Retuya
- Loại: Helena Chan
- Nhiếp ảnh gia: Aaron Wong
- Khách mời đặc biệt: Michael Cinco, Fons Houtkamp, Lauren Clarke Jensen

### Tập 10: Girls on the Move
Ngày phát sóng: 27/1/2013
Các cô gái còn lại trong top 5 tiếp tục cho 1 buổi quay hình và buổi chụp ảnh đầy kịch tính. Một số đã có sự nỗ lực đào sâu hơn và bộc lộ được sự mãnh liệt. Số khác thì lại không thành công trong cách truyền tải. Jessica lại tiếp tục chứng tỏ tố chất người mẫu của mình khi giành chiến thắng thử thách và giành cả ngôi đầu bảng trong buổi đánh giá. Stephanie lại một lần nữa rơi vào top 2 nguy hiểm cùng với Aastha. Do được xem là không còn gì để thể hiện, Aastha là người ra về cứu Stephanie thoát khỏi nhóm nguy hiểm lần thứ 4.
- Chiến thắng thử thách: Jessica Amornkuldilok
- Gọi tên đầu tiên: Jessica Amornkuldilok
- Nguy hiểm: Aastha Pokharel & Stephanie Retuya
- Loại: Aastha Pokharel
- Nhiếp ảnh gia: Todd Anthony Tyler
- Khách mời đặc biệt: Sheena Seah, Paula Taylor, Glenn Tan

### Tập 11: The Story So Far - The Road To Top 4
Ngày phát sóng: 3/2/2013
- Tập 11 tóm tắt lại từ đầu chương trình đến khi còn lại Top 4

| Đại diện    | Thí sinh              | Ảnh đẹp nhất | Về nhì | Chiến thắng thử thách | Top 2 nguy hiểm |
| ----------- | --------------------- | ------------ | ------ | --------------------- | --------------- |
| Thái Lan    | Jessica Amornkuldilok | 4 lần        | 1 lần  | 3 lần                 | 0 lần           |
| Nhật Bản    | Sofia Wakabayashi     | 2 lần        | 2 lần  | 1 lần                 | 1 lần           |
| Đài Loan    | Kate Ma               | 1 lần        | 2 lần  | 0 lần                 | 1 lần           |
| Philippines | Stephanie Retuya      | 0 lần        | 3 lần  | 0 lần                 | 4 lần           |

| Thứ hạng các tập | Thứ hạng các tập      | Thứ hạng các tập | Thứ hạng các tập | Thứ hạng các tập | Thứ hạng các tập | Thứ hạng các tập | Thứ hạng các tập | Thứ hạng các tập | Thứ hạng các tập | Thứ hạng các tập | Thứ hạng các tập |
| Đại diện         | Thí sinh              | Tập              | Tập              | Tập              | Tập              | Tập              | Tập              | Tập              | Tập              | Tập              | Tập              |
| Đại diện         | Thí sinh              | 1                | 2                | 3                | 4                | 5                | 6                | 7                | 8                | 9                | 10               |
| ---------------- | --------------------- | ---------------- | ---------------- | ---------------- | ---------------- | ---------------- | ---------------- | ---------------- | ---------------- | ---------------- | ---------------- |
| Thái Lan         | Jessica Amornkuldilok | 5                | 3                | 8                | 6                | 3                | 2                | 1                | 1                | 1                | 1                |
| Nhật Bản         | Sofia Wakabayashi     | 11               | 2                | 6                | 1                | 7                | 1                | 5                | 5                | 2                | 3                |
| Đài Loan         | Kate Ma               | 10               | 5                | 9                | 4                | 1                | 7                | 3                | 2                | 3                | 2                |
| Philippines      | Stephanie Retuya      | 2                | 11               | 2                | 3                | 6                | 3                | 2                | 6                | 5                | 4                |

     Thí sinh chiến thắng thử thách và có được ảnh đẹp nhất
     Thí sinh có được ảnh đẹp nhất
     Thí sinh chiến thắng thử thách
     Thí sinh về nhì của tuần
     Thí sinh rơi vào top 2 nguy hiểm

### Tập 12: Hong Kong Extravaganza
Ngày phát sóng: 10/2/2013
Đã có một món quà đặc biệt dành cho 4 cô gái còn lại là chuyến đi Hồng Kông. Kate tiếp thu lời khuyên từ Jessica, người đã có sự bứt phá trong cuộc thi khi giành bức ảnh đẹp nhất 4 lần liên tiếp. Thử thách dành cho top 4 là casting. Jessica tiếp tục nhận được nhiều lời mời công việc nhất và chiến thắng thử thách. Trong khi đó, Sofia lại không nhận được lời mời nào. Trong buổi chụp ảnh, Kate đã có sự tiến bộ khi ảnh của cô được đưa lên ngôi đầu bảng, hạ Jessica xuống nhì bảng và Kate là người đầu tiên bước chân vào vòng cuối cùng của top 3. Stephanie lần thứ 5 rơi vào top nguy hiểm cùng với Sofia, thể hiện mờ nhạt nhưng vừa đủ, điều kỳ diệu đã xảy ra khi Stephanie thoát top 2 nguy hiểm lần thứ 5 và là cô gái cuối cùng có mặt trong vòng cuối. Sofia dừng chân ở top 4 và ra về trước vòng cuối.
- Chiến thắng thử thách: Jessica Amornkuldilok
- Gọi tên đầu tiên: Kate Ma
- Nguy hiểm: Sofia Wakabayashi & Stephanie Retuya
- Loại: Sofia Wakabayashi
- Nhiếp ảnh gia: Akif Hakan
- Khách mời đặc biệt: Cara Grogan, Jonathan Li, Jane Lombard, Sue Ng, Fons Houtkamp, Christelle Simeon, Jing Wong, Dirk Dalichau, Wendy Mak

### Tập 13: Finale
Ngày phát sóng: 17/2/2013
- Top 3 Asia's Next Top Model Mùa 1: Jessica Amornkuldilok & Kate Ma & Stephanie Retuya
- Asia's Next Top Model: Jessica Amornkuldilok
- Về nhì: Kate Ma & Stephanie Retuya
- Khách mời đặc biệt: Carol Lim, Tyra Banks, Sophie Sumner, Kenneth Goh, Marina Fairfax, Frederick Lee

## Thứ tự gọi tên
| 1  | Helena     | Rachel        | Helena     | Sofia          | Kate      | Sofia     | Jessica   | Jessica         | Jessica   | Jessica   | Kate      | Jessica        |  |  |  |
| 2  | Stephanie  | Aastha        | Stephanie  | Aastha         | Aastha    | Jessica   | Stephanie | Kate            | Sofia     | Kate      | Jessica   | Kate Stephanie |  |  |  |
| 3  | Rachel     | Sofia         | Jee        | Stephanie      | Jessica   | Stephanie | Kate      | Aastha          | Kate      | Sofia     | Stephanie | Kate Stephanie |  |  |  |
| 4  | Trang      | Jessica       | Rachel     | Kate           | Helena    | Aastha    | Aastha    | Helena          | Aastha    | Stephanie | Sofia     |                |  |  |  |
| 5  | Jessica    | Helena        | Filantropi | Melissa        | Rachel    | Melissa   | Sofia     | Sofia Stephanie | Stephanie | Aastha    |           |                |  |  |  |
| 6  | Aastha     | Kate          | Sofia      | Jessica        | Stephanie | Helena    | Helena    | Sofia Stephanie | Helena    |           |           |                |  |  |  |
| 7  | Monica     | Trang         | Melissa    | Rachel         | Sofia     | Kate      | Melissa   |                 |           |           |           |                |  |  |  |
| 8  | Filantropi | Bei Si        | Jessica    | Helena         | Melissa   | Rachel    |           |                 |           |           |           |                |  |  |  |
| 9  | Bei Si     | Melissa       | Kate       | Trang          | Trang     |           |           |                 |           |           |           |                |  |  |  |
| 10 | Kate       | Filantropi    | Trang      | Filantropi Jee |           |           |           |                 |           |           |           |                |  |  |  |
| 11 | Sofia      | Jee Stephanie | Aastha     | Filantropi Jee |           |           |           |                 |           |           |           |                |  |  |  |
| 12 | Jee        | Jee Stephanie | Bei Si     |                |           |           |           |                 |           |           |           |                |  |  |  |
| 13 | Melissa    | Monica        |            |                |           |           |           |                 |           |           |           |                |  |  |  |
| 14 | Kyla       |               |            |                |           |           |           |                 |           |           |           |                |  |  |  |

     Thí sinh được miễn loại
     Thí sinh dừng cuộc thi
     Thí sinh bị loại
     Thí sinh không bị loại khi rơi vào cuối bảng
     Thí sinh chiến thắng cuộc thi
- Trong tập 2, Monica dừng cuộc thi vì vấn đề của gia đình. Vì vậy, Stephanie và Jee, 2 người rơi vào cuối bảng tuần này, không bị loại. Trong buổi đánh giá, Rachel bị ngất và đưa vào biện viện nhưng cô vẫn được an toàn.
- Trong tập 4, Filantropi và Jee rơi vào cuối bảng nhưng cả hai đều bị loại.
- Trong tập 8, Stephanie và Sofia rơi vào cuối bảng nhưng không ai trong số họ bị loại.
- Tập 11 là tập ghi lại khoảnh khắc từ đầu cuộc thi.

### Chủ đề chụp ảnh
- Tập 1: Cô gái kỳ quặc tại Little India
- Tập 2: Tạo dáng theo nhóm cho Harper's Bazaar
- Tập 3: 12 con giáp
- Tập 4: Boxing với Jason Godfrey
- Tập 5: Cô gái sang trọng của Côte d'Azur
- Tập 6: Ảnh chân dung với tóc cho TRESemmé
- Tập 7: Dạo bước trong rừng cho WWf
- Tập 8: Tạo dáng trong đầm dạ hội đỏ tại bảo tàng quốc gia Singapore
- Tập 9: Haute couture của Michael Cinco ở dưới nước
- Tập 10: Ảnh trắng đen tạo dáng táo bạo
- Tập 12: Thiếu nữ hiện đại của thập niên 1920
- Tập 13: Quảng cáo cho Canon Digital IXUS; Ảnh bìa tạp chí Harper's Bazaar

### Thay đổi diện mạo
- Aastha: Tóc ngắn kiểu Rihanna
- Bei Si: Cắt ngắn tới vai, thêm mái ngố và nhuộm màu xanh đen
- Filantropi: Tóc bob
- Helena: Tóc bob và thêm highlight kiểu Victoria Beckham
- Jee: Nhuộm đỏ và thêm mái ngố
- Jessica: Tóc tém màu nâu hạt dẻ
- Kate: Nhuộm vàng mật ong
- Melissa: Tóc xoăn kiểu Kimora Lee Simmons, nhuộm màu sáng hơn và thêm mái ngố
- Rachel:  Tóc tém kiểu Selita Ebanks và nhuộm nâu đậm
- Sofia: Nhuộm đen
- Stephanie: Tóc xoăn xù màu đỏ đậm
- Trang: Cắt ngắn hơn